# Phyxelida nebulosa
Phyxelida nebulosa är en spindelart som först beskrevs av Albert Tullgren 1910.  Phyxelida nebulosa ingår i släktet Phyxelida och familjen Phyxelididae.
Artens utbredningsområde är Tanzania. Inga underarter finns listade i Catalogue of Life.